# Man Overboard
Man Overboard is een muziekalbum van de Engelse zanger Ian Hunter. Het album van de op dat moment ruim 70 jaar oude zanger kwam uit op 21 juli 2009 en is Hunters eerste album bij het label New West Record. Man Overboard ontving overwegend goede recensies. Sommige tracks doen erg denken aan zijn liedjes tijdens zijn Mott the Hoople-periode. Het is opgenomen in Pawling, New York.

## Musici
- Ian Hunter - zang, gitaar
- Jack Petruzelli - gitaar
- Paul Page - basgitaar
- Steve Holley - slagwerk
- James Mastro - mandoline
- Andy Button - accordeon
- Rick Tedesco - achtergrondzang
- Andy York - gitaren, banjo, achtergrondzang
- Mark Bosch- gitaar
- Dane Clark - tablas
- Cat Martino - achtergrondzang

## Composities
Allen van Hunter, behalve
1. The Great Escape (Hunter, York)
2. Arms and Legs
3. Up and Running
4. Man Overboard
5. Babylon Blues
6. Girl from the Office
7. Flowers
8. These Feelings
9. Win It All
10. Way with Words
11. River of Tears